# Selim al-Hoss

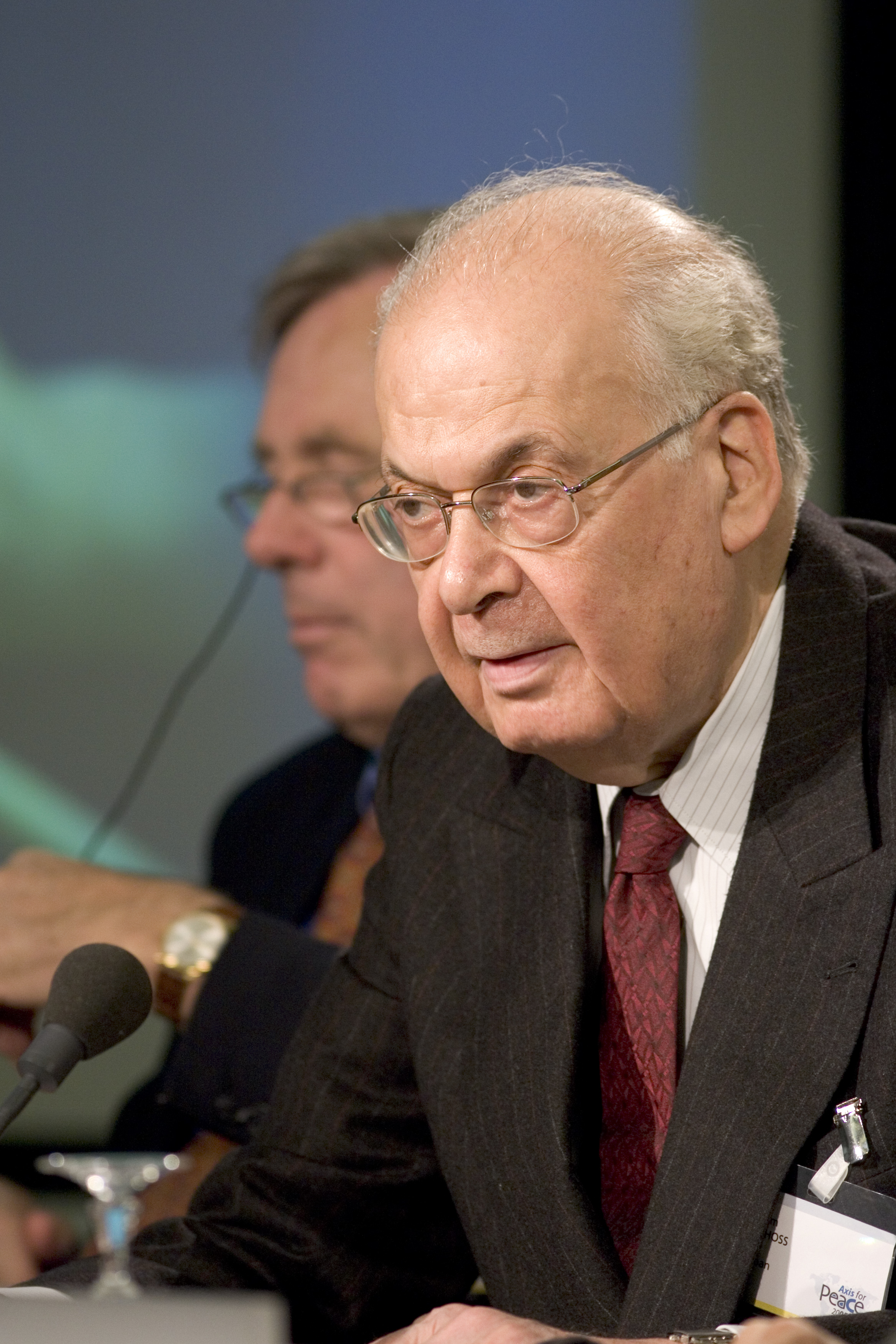
Selim al-Hoss (2005)

Selim Ahmed al-Hoss, arabisch سليم أحمد الحص, DMG Salīm Aḥmad al-Ḥuṣṣ (* 20. Dezember 1929 in Beirut; † 25. August 2024) war ein libanesischer Politiker. Er war zwischen 1976 und 2000 dreimal Ministerpräsident seines Landes.

## Biografie
Selim al-Hoss ist in Beirut geboren und aufgewachsen. Er lebte in seiner Jugend in den Vierteln Zokak el-Blat, später in Msyaitbeh, und danach bei der Familie seiner Ehefrau in Furn el Chebbak in Beirut. Nach dem Schulbesuch studierte der sunnitische Muslim Wirtschaftswissenschaften an der Amerikanischen Universität Beirut. Später absolvierte er ein weiteres Postgraduiertenstudium der Wirtschaftswissenschaften an der Indiana University.
Am 8. Dezember 1976 wurde er ein Jahr nach Ausbruch des Libanesischen Bürgerkrieges als Nachfolger von Rashid Karami erstmals Premierminister des Libanon. Dieses Amt bekleidete er als Vorsitzender einer pro-syrischen Regierung bis zum 20. Juli 1980. 1984 entging er nur knapp einem Attentat auf ihn, als eine Autobombe in seiner Nähe explodierte.
Als Nachfolger Karamis wurde er am 1. Juli 1987 erneut Premierminister und übernahm in seiner bis zum 24. Dezember 1990 amtierenden Regierung auch das Amt des Außenministers. Da er die im Abkommen von Taif enthaltene Regelung über die Besetzung des Amtes des Premierministers nicht anerkannte, gab es zwischen September 1988 bis Oktober 1990 mit der international allerdings nicht anerkannten Regierung von Michel Aoun eine zweite Regierung im Libanon. Premierminister al-Hoss hatte während dieser Amtsperiode insbesondere die Unterstützung der Forces Libanaises.
Zuletzt war er nach der Ernennung durch Präsident Émile Lahoud vom 2. Dezember 1998 bis zum 23. Oktober 2000 wieder Premierminister und Außenminister des Libanon als Nachfolger von Rafiq al-Hariri, der wiederum sein eigener Nachfolger wurde. Während dieser Amtszeit sicherte er sich auch die Unterstützung des Befehlshabers der Forces Libanaises, Elie Hobeika, in dem er diesen als Minister in sein Kabinett berief.
Während seiner Amtszeit erwarb er insbesondere bei der Geschäftswelt hohes Ansehen aufgrund seiner wirtschafts- und finanzpolitischen Erfahrung.
Er hatte ein Haus im Viertel Aisha Bakkar in Beirut und auch eine Villa in Doha in Katar. Er starb im August 2024 im Alter von 94 Jahren.

## Veröffentlichungen
- „The Development of Lebanon as Financial Market“, 1974.
- „Window on the Future“, 1981.
- „Lebanon: Agony and Peace“, 1982.
- „Lebanon at the Crossroads“, 1983.
- „Dots on the Is“, 1987.
- „A War Among Victims“, 1988.
- „On the Road to a New Republic“, 1991.
- „The Epoch of Resolution and Whim“, 1991.
- „A Time of Hope and Disappointment“, 1992.
- „Reminiscences and Lessons“, 1994.
- „For Fact and History“, 2001.
- „Nationalist Landmarks“, 2002.
- „Face-to-Face with Sectarianism“, 2003.
- „Gist of a Life Time“, 2004.
- „Sound without Echo“, 2004
- „A call for an Open Dialogue“, 2005.
- „Stance as weapon“, 2006.
- „Epoch of Agonies“, 2007.
- „Ma Qalla wa dall“, 2008.